# Hellenurme
Hellenurme är en ort i Estland. Den ligger i Palupera kommun och landskapet Valgamaa, i den södra delen av landet, 170 km sydost om huvudstaden Tallinn. Hellenurme ligger 82 meter över havet och antalet invånare är 198.
Terrängen runt Hellenurme är platt. Runt Hellenurme är det glesbefolkat, med 18 invånare per kvadratkilometer. Närmaste större samhälle är Elva, 9,8 km norr om Hellenurme. I omgivningarna runt Hellenurme växer i huvudsak blandskog.